# حسن سالم عباس جبر
حسن سالم عباس جبر الزيرجاوي هو سياسي عراقي من مواليد عام 1965 حاصل على شهادة البكالوريوس في علم الاجتماع. شغل منصب عضو في مجلس النواب العراقي عن محافظة بغداد في دورته الثالثة ضمن كتلة الصادقون (2014-2018) والرابعة ضمن أئتلاف الفتح (2018-2022).